# Япаров, Дмитрий Семёнович
Дми́трий Семёнович Япа́ров (1 января 1986, Можга, Удмуртская АССР) — российский лыжник. Заслуженный мастер спорта.

## Биография
Дмитрий Япаров в детстве стал заниматься лыжами с 12 лет. Первый тренер — Н. А. Смолин
Первым стартом на этапах Кубка мира по лыжным гонкам стала гонка преследования на 10+10 км в 2010 году, по результатам которой Япаров занял 20 место.
Лучшими результатами на этапах кубка мира являются четвёртые места: в 2011 году в спринте на Тур де Ски; в 2012 году в спринте в Куусамо (Финляндия) и в гонке на 5 км на Тур де Ски. В феврале 2013 года вместе с Максимом Вылегжаниным стал победителем 8 этапа Кубка мира по лыжным гонкам в командном спринте.

## Результаты

### Олимпийские игры
| Олимпийские игры | Спринт | Командный спринт | 15 км раздельный старт | 15+15 км скиатлон | 50 км масс-старт | Эстафета |
| ---------------- | ------ | ---------------- | ---------------------- | ----------------- | ---------------- | -------- |
| 2014 Сочи        | —      | —                | 16                     | —                 | —                | 2        |

### Чемпионаты мира по лыжным видам спорта
| Чемпионат мира      | Спринт | Командный спринт | 15 км раздельный старт | 15+15 км скиатлон | 50 км масс-старт | Эстафета |
| ------------------- | ------ | ---------------- | ---------------------- | ----------------- | ---------------- | -------- |
| 2013 Валь-ди-Фьемме | 13     | —                | —                      | —                 | 11               | —        |

## Награды
- Медаль ордена «За заслуги перед Отечеством» I степени (24 февраля 2014 года) — за большой вклад в развитие физической культуры и спорта, высокие спортивные достижения на XXII Олимпийских зимних играх 2014 года в городе Сочи[3][4].
- Заслуженный мастер спорта России (17 февраля 2014 года)[5].